# Apex Tool Group
Apex Tool Group és un proveïdor nord-americà d'eines manuals i eines elèctriques, Es va formar com una empresa conjunta de Cooper Industries i Danaher per la fusió de Cooper Tools i el segment d'eines i components de Danaher. L'octubre de 2012, Danaher i Cooper van vendre Apex a Bain Capital per uns 1.600 milions de dòlars. Apex té la seu a Sparks, Maryland, i té més de 20 fàbriques a tot el món, incloent els Estats Units, Canadà, Mèxic, Alemanya, la Xina i Amèrica del Sud.

## Marques d'eines manuals[2]
- Allen : claus hexagonals
- Armstrong Tools : eines manuals industrials
- Atkins - Serres per a metals
- Belzer – Eines manuals de mecànic
- Campbell: fabrica cadenes i serjants. Guanyador del premi "Member's Choice" al millor programa nou al Do It Best Fall Market d'Indianapolis pels seus accessoris de cadenes.[3]
- Caulkmaster: pistoles calafatadores pneumàtiques,
- Collins - Matxets, pales i destrals
- Crescent : produeix eines manuals d'ús general i conjunts d'eines. Guanyador del Premi Breakthrough 2006 de Popular Mechanics per la seva variant Rapid-Slide.[4] Adquirida per Cooper el 1968.
- Delta: caixes d'eines
- EREM – Alicates de precisió.
- GearWrench: claus de trinquet i eines manuals
- HK Porter: talladores de cargols i cables,
- Iseli: peces combinades de precisió
- Jacob's Chuck: portabroques
- JOBOX – caixes de camions i llocs d'emmagatzematge
- KD Tools : eines manuals i especialitzades per a mecànics
- K&F: llimes i raspes
- Kahnetics – Sistemes de dispensació de components.
- Lufkin : fabrica eines de mesura com ara pinces, calibres, micròmetres i cintes mètriques. Lufkin va ser la primera adquisició d'eines de mà de Cooper el 1967.
- Mayle - Eines manuals de mecànic
- Nicholson: produeix llimes, raspes i serres. Adquirida per Cooper el 1972.
- Plumb : eines de cop, com ara martells, destrals i cisells. Adquirida per Cooper el 1980.
- SATA – Eines manuals de mecànic.
- Calibres Spline: calibres
- Weller - Eines de soldadura tova. Adquirida per Cooper el 1970.
- Wire-wrap – Equips de connexió elèctrica,
- Wiss: tisores i tisores de xapa. Adquirida per Cooper el 1976.
- Xcelite : eines electròniques com ara tornavisos i alicates gen'erics i especialitzats. Adquirida per Cooper el 1973.

Per a la cartera d'eines manuals, des del 2018, la companyia ha decidit centrar-se en 3 marques principals com Crescent, Gearwrench i SATA a nivell mundial.

## Marques d'eines elèctriques[5]
La divisió d'eines elèctriques d'Apex Tool Group té la seu a Lexington, Carolina del Sud. Està format per les següents marques:
- Eines de muntatge i fabricació APEX: endolls d'impacte de producció, bits i juntes universals
- Buckeye - material per fer relleu
- Cleco: eines de muntatge
- Cooper Automation: sistemes de subjecció automatitzats
- DGD – sistemes automatitzats
- Doler: equip de perforació avançat
- Dotco: eines d'eliminació de material
- GETA
- Master Power: eines d'aire industrial
- Metronix: servos, controladors i controls de velocitat
- Quackenbush: equips de perforació avançats
- RECOULES: eines de perforació
- Rotor – equip de muntatge
- Utica: eines de mesura i control de parell